# 北の警察署長
『北の警察署長』（きたのけいさつしょちょう）は、1998年9月15日に日本テレビ系列の『火曜サスペンス劇場』枠で放送されたサスペンスドラマである。J.V.プロデュース製作。

## 概要
北海道警察から辺見林太郎（蟹江敬三）が署長として中標津署に赴任した。署の管内は、それまで殺人・強盗などの凶悪事件がほとんど起こらなかったが、道警本部から詐欺の容疑で手配中の五十嵐憲一（大村波彦）が中標津近辺に潜入したとの連絡が入る。そこから物語は保険金目当ての殺人事件へ発展していく。

## キャスト
- 蟹江敬三（辺見林太郎）
- 毬谷友子（五十嵐美雪）
- すまけい（北川泰造）
- 大村波彦（五十嵐憲一）
- 前田哲也（田島透）
- 不破万作（藤原副署長）
- 荒木優騎（早坂警部）
- 朝加真由美
- 重松収
- 八嶋智人
- 朝比奈順子
- 田村加奈子
- 長倉大介
- 加倉井えり

## スタッフ
- 脚本 - 坂田義和
- 監督 - 下村優
- プロデューサー - 重松修、佐光千尋、木川康利
- 音楽 - 川村栄一
- 企画 - 長富忠裕

## 主題歌
「横顔」
作詞・作曲 - 辛島美登里 / 編曲 - 十川知司 / 歌 - 酒井法子